# 595. pehotni polk (Wehrmacht)
Za druge 595. polke glejte 595. polk.
595. pehotni polk (izvirno nemško Infanterie-Regiment 595) je bil eden izmed pehotnih polkov v sestavi redne nemške kopenske vojske med drugo svetovno vojno.

## Zgodovina
Polk je bil ustanovljen 15. novembra 1940 kot polk 13. vala na področju Dunaja iz delov 305., 308. in 326. pehotnega polka; polk je bil dodeljen 327. pehotni diviziji.
15. oktobra 1942 je bil polk preimenovan v 595. grenadirski polk.